# カール・グーテンベルガー

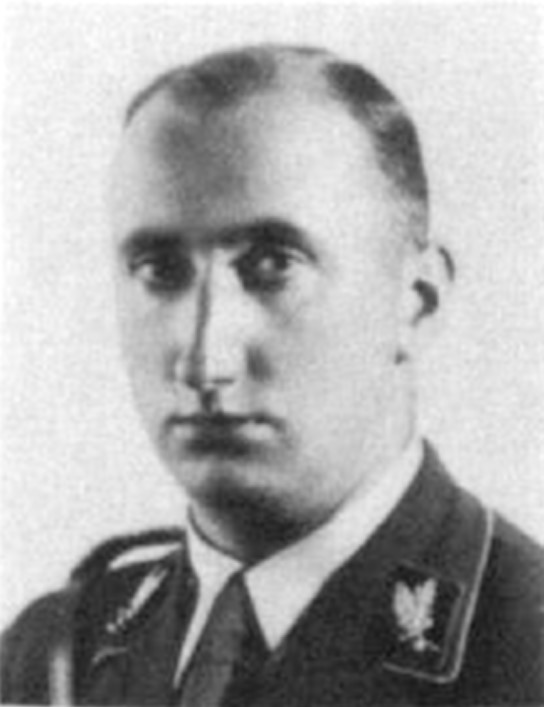
1938年の撮影（階級は突撃隊上級大佐）

カール・ミヒャエル・グーテンベルガー（Karl Michael Gutenberger, 1905年4月18日 - 1961年7月8日）は、ナチス・ドイツの親衛隊 (SS) の将軍。最終階級は親衛隊大将、警察大将及び武装親衛隊大将。

## 経歴
クルップ工場の倉庫管理者の息子としてエッセンに生まれる。小学校卒業後、エッセンのクルップ上級実科学校とアルテンエッセン (de:Altenessen) の実科高等学校へ通う。1921年から1年半銀行員としての研修を受けている。
1923年に国家社会主義ドイツ労働者党に入党し、同時に突撃隊にも入隊する。ミュンヘン一揆の失敗によってナチ党が禁止された後は、エッセンの事業会社の社員となっている。
ナチ党再建後の1925年12月15日に再入党し（党員番号25,249）、突撃隊にも再入隊している。またエッセンの地区指導者となり1926年まで務め、エッセン大管区の演説者にもなる。また1928年から1929年までエッセン＝ライン鉄工の財務官となる。
1929年12月から1933年9月までにエッセン、西デュッセルドルフ、ヴェーゼルの突撃隊連隊指導者を歴任している。1932年11月24日にプロイセン州議員に当選している。1933年7月31日の選挙では選挙区23区（西デュッセルドルフ）選出の国会議員となる。1934年5月1日に突撃隊第173旅団（デュースブルク）の指導者、1935年3月1日には突撃隊第73旅団（エッセン）の指導者、1937年1月1日からは突撃隊第74旅団（ヴェーゼル）の指導者を歴任している。5月1日にデュースブルクの警察署長に就任、デュースブルクの防空指導者にもなる。1939年11月14日にエッセン警察署長に就任し、同時にエッセンの防空指導者に任じられた。
1939年10月25日にOSAFに親衛隊への転属願いを出し、1940年4月9日に突撃隊を離れる。6月1日に親衛隊へ移籍（隊員番号372,03）し、親衛隊上級地区「西」の幕僚となる。1941年5月1日に親衛隊上級地区「西」指導者に就任し親衛隊及び警察高級指導者代理にも任じられる。6月29日には「西」親衛隊及び警察高級指導者に就任する。
1944年8月に北リンブルフ州の公共保安委員となり、10月1日に第6軍管区の戦争捕虜責任者となる11月にはヴェアヴォルフの監察官に任命され、1945年3月25日には連合国軍に任命されたアーヘン市長フランツ・オッペンホフの暗殺に関与している。
1945年3月11日にデュッセルドルフを離れるが、5月10日にイギリス軍によって逮捕される。1949年10月22日にハンブルクで英軍の裁判にかけられ、懲役12年の刑が言い渡される。1953年12月11日に釈放され、その後は卸売業者として働く。1961年7月8日にエッセンで死去した。

## キャリア

### 階級
出典
- 1932年7月1日、突撃隊大佐
- 1933年11月9日、突撃隊上級大佐
- 1936年4月20日、突撃隊少将
- 1940年6月1日、親衛隊二等兵
- 1940年6月1日、親衛隊少将
- 1942年3月1日、警察少将
- 1942年11月9日、親衛隊中将及び警察中将
- 1944年7月30日、親衛隊大将
- 1944年11月16日、警察大将及び武装親衛隊大将

### 受章歴
出典
- 鉄十字勲章
  - 二級鉄十字章（1939年章、1944年5月3日）
  - 一級鉄十字章（1939年章、1944年5月3日）
- 戦功十字章
  - 二級剣無戦功十字章（1940年10月1日）
  - 二級剣付戦功十字章(1941年1月30日)
  - 一級剣付戦功十字章(1942年6月2日)
- 戦傷章黒章(1939年章、1943年5月20日)
- 黄金ナチ党員バッジ(1933年10月25日)
- 勤続章（ドイツ語版）
  - ナチ党勤続章
    - 銅章（1940年4月20日）
    - 銀章（1940年4月20日）
    - 金章（1942年1月30日）
- 大管区名誉徽章
  - エッセン大管区名誉徽章
- 名誉防空勲章（ドイツ語版）
  - 2級（1943年2月25日）
- SAスポーツ勲章（ドイツ語版）
  - 銅章
- ドイツスポーツ勲章（ドイツ語版）
  - 銅章
- 親衛隊名誉短剣
- 親衛隊全国指導者名誉長剣（1941年1月17日）
- 親衛隊名誉リング(1933年12月24日)
- 親衛隊私服ピン（ドイツ語版）（172,936番）
- 親衛隊冬至祭燭台（ドイツ語版）
- 古参闘士名誉章